# Michel Kreder
Michel Kreder (Den Haag, 15 augustus 1987) is een Nederlands voormalig wielrenner.
In 2009 kwam hij uit voor het Rabobank Continental Team. Van 2010 tot 2013 kwam hij als professional uit voor Garmin. In 2010 werd hij zevende in de Ronde van Catalonië, nadat hij vier dagen achtereen bij de beste vijf renners was gefinisht. In 2014 kwam hij uit voor de Belgische pro-continentale wielerploeg Wanty-Groupe Gobert. Via Roompot-Oranje Peloton bëeindigde hij zijn actieve loopbaan bij Ningxia Sports Lottery-Livall
Michel Kreder is de oudere broer van wielrenner Raymond Kreder. Ook hun neef Wesley Kreder is een wielrenner. Tegenwoordig richt hij zich op het coachen en begeleiden van wielrenners.

## Palmares

### Baanwielrennen
| Jaar     | NK                          | EK       | WK          | Overig   |
| Junioren | Junioren                    | Junioren | Junioren    | Junioren |
| -------- | --------------------------- | -------- | ----------- | -------- |
| 2004     | Puntenkoers · Achtervolging |          |             |          |
| 2005     | Achtervolging               |          | Puntenkoers |          |
| Elite    |                             |          |             |          |
| 2012     | Ploegkoers                  |          |             |          |
| 2013     |                             |          |             |          |
| 2014     | Ploegkoers                  |          |             |          |
| 2015     |                             |          |             |          |
| 2016     | Puntenkoers, Ploegkoers     |          |             |          |

### Overwinningen
2008
3e etappe Circuito Montañés
1e etappe Ronde van de Elzas
2009
4e etappe Omloop van Lotharingen
1e etappe Circuito Montañés
Jongerenklassement Ronde van Chihuahua
2011
2e etappe deel A Ronde van de Sarthe
2012
2e en 3e etappe Ronde van de Middellandse Zee
Jongerenklassement Ronde van de Middellandse Zee
2e etappe Ronde van de Sarthe
2013
4e etappe Vierdaagse van Duinkerke

### Resultaten in voornaamste wedstrijden
| Jaar | Ronde van Italië | Ronde van Frankrijk | Ronde van Spanje |
| ---- | ---------------- | ------------------- | ---------------- |
| 2010 |                  |                     | 150e             |
| 2011 |                  |                     |                  |
| 2012 |                  |                     | 96e              |
| 2013 |                  |                     | opgave           |
| 2014 |                  |                     |                  |
| 2015 |                  |                     |                  |
| 2016 |                  |                     |                  |
| 2017 |                  |                     | 128e             |

| Jaar | Ronde van Vlaanderen | Amstel Gold Race | Luik-Bast.‑Luik | Ronde van Lombardije | Waalse Pijl | Omloop Het Nieuwsblad |  | Wereldranglijsten |
| ---- | -------------------- | ---------------- | --------------- | -------------------- | ----------- | --------------------- |  | ----------------- |
| 2010 |                      | 41e              | opgave          | opgave               | 84e         | 120e                  |  | 107e (UWK)        |
| 2011 |                      | 118e             |                 |                      | opgave      |                       |  | 191e (UWT)        |
| 2012 |                      | 60e              | opgave          |                      | 104e        |                       |  |                   |
| 2013 |                      | 74e              | 83e             | opgave               | 75e         |                       |  |                   |
| 2014 |                      | opgave           | opgave          |                      |             |                       |  |                   |
| 2015 |                      | 61e              |                 |                      | 36e         |                       |  |                   |
| 2016 | 115e                 | 89e              | opgave          |                      | 70e         |                       |  |                   |
| 2017 |                      |                  | 143e            |                      | 105e        |                       |  |                   |

## Ploegen
- 2006 –  Unibet-Davo
- 2007 –  Davo
- 2008 –  Rabobank Continental Team
- 2009 –  Rabobank Continental Team
- 2010 –  Team Garmin-Transitions
- 2011 –  Team Garmin-Cervélo
- 2012 –  Garmin-Sharp [a]
- 2013 –  Garmin Sharp
- 2014 –  Wanty-Groupe Gobert
- 2015 –  Roompot Oranje Peloton
- 2016 –  Roompot-Oranje Peloton
- 2017 –  Aqua Blue Sport
- 2018 –  Aqua Blue Sport
- 2019 -  Ningxia Sports Lottery-Livall

1. ↑  Tot eind juni heette de ploeg Team Garmin-Barracuda, maar na het aantrekken van Sharp als cosponsor werd de naam veranderd.